# Групова збагачувальна фабрика «Луганська»
Групова збагачувальна фабрика «Луга́нська» — збудована у 1978 році за проєктом «Південдіпрошахту» для збагачення газового вугілля теплоенергетичного призначення. Проєктна потужність у переробці рядового вугілля 3000 тис. тонн на рік, фактично досягнута — 3100 тис. тонн.
Технологічна схема, за проєктом, двосекційна, глибина збагачення 0 мм. Передбачала збагачення вугілля класу 13—150 мм у важкосередовищних сепараторах, 0,5—13 мм — у відсаджувальних машинах, шлам 0—0,5 мм — флотацією. Крупний концентрат призначався для теплових електростанцій. Для доведення дрібного концентрату до товарної кондиції за вологою застосовані сушильні барабани. У процесі експлуатації фабрика флотація як енергомісткий і не досить ефективний процес була замінена технологією двостадійної переробки шламів у гідроциклонах. Тонкодисперсний шлам, що при цьому виділяється, є відходом виробництва і після згущення складується у муленакопичувачі. Фабрика має прямий технологічний зв'язок конвеєром з шахтою «Луганська», а також має вуглеприйом з роторним вагоноперекидачем, що зумовлює перспективність збільшення виробничої потужності з розвитком вугледобувної бази.
Місцезнаходження: м. Луганськ, селище Ювілейне, залізнична станція Технікум;